# ピート・フェルトハイゼン
ピート・フェルトハイゼン（Piet Velthuizen）は、オランダ・ナイメーヘン出身の元同国代表の元サッカー選手。現役時代のポジションはGK。

## 経歴

### クラブ

#### フィテッセ (第1期)
ユース時代はSCE、Quick 1888でプレイし、1999年にフィテッセの下部組織に入団した。フィテッセと他のユースクラブを経て、2006-07シーズン開始前にフィテッセのトップチームと2010年半ばまで契約を締結した。
ハラルト・ワペナール（en）の控えとしてキャリアを開始し、冬の中断期間直前の2006年12月31日にヘラクレス・アルメロ戦（アウェイ2-2）で初出場を飾った。冬の移籍市場でワペナールがスパルタ・ロッテルダムへ去り、後釜としてヴラディミル・ストイコヴィッチが加入してきたが、ストイコヴィッチのプレイ資格がまだなかったこともあり、中断期間明け初戦の1月21日にFCフローニンゲン戦（3-2勝利）で先発起用された。安定したパフォーマンスを披露したことからア・デモス監督の信頼を勝ち取り、ストイコヴィッチを控えへ追いやり出場を重ねていったが、RKCヴァールヴァイク戦（1-3敗北）で3失点を喫した。そのため、次戦からストイコヴィッチに正GKの座を取って代わられ、リーグ戦最終節のPSVアイントホーフェン戦で後半に途中出場するまで出番が訪れなかった。しかし、ストイコヴィッチの完全移籍のための費用が高価だったこともあり、同選手がFCナントに返却されたことで、翌2008-09シーズンの正GKの座を掴むのに成功した。
2008-09シーズンの最初の3試合を僅か1失点で乗り切り、さらに、NECナイメヘン戦（1-0勝利）では同試合の最優秀選手に選出された。その後も勝ち点損失を防ぐことに何度も奮闘し、フローニンゲン戦ではフローニンゲン 0-0 ピート・フェルトハイゼンと見出しが出るほど絶賛された。10節の時点でデ・テレグラフ（en）紙が主催するオランダ年間最優秀選手賞の採点ポイント順位で同率1位となるほどの活躍を見せ、その後も同様に活躍していくとSky Sportsからヨーロッパのゴールキーパーで最も有望な1人と評価された。
2008年12月に契約を2011年まで延長した。

#### エルクレス
フィテッセの財政難から、2010年夏のオフシーズンの間に移籍の噂が囁かれていた。2010-11シーズン開始時に元サッカー選手で実業家のメラブ・ジョルダニア（en）が買収したことにより残留が決定したかに思われたが、8月24日にフィテッセを退団し、エルクレスCFと4年契約を締結した。10月27日にコパ・デル・レイのマラガCF戦（0-0）で公式戦初出場を飾り、無失点に抑える活躍を見せたが、フアン・カラタジュ（en）の控えとしての役割から抜けだせず、リーグ戦の出場は3試合にとどまった。

#### フィテッセ (第2期)
2011年7月26日、エルクレスと正式に契約解除をしてはいないかったが、古巣のフィテッセに復帰することになり、翌日に健康診断を経て直接クラブの練習に参加した。しかし、エルクレス側の拒否、さらに罰則を与えるとの行動に出たため、5ヶ月もの給料未払いが発生している末の対応にフェルトハイゼン側は激怒し、FIFAに問題を委ねることとなった。最終的にエルクレス側との契約解除が成功し、8月26日にフィテッセと正式に契約を締結した。
2012年1月26日に契約を2016年まで延長した。

#### ハポエル・ハイファ
2016年7月、ハポエル・ハイファFCに移籍した。

#### オモニア・ニコシア
2017年7月17日、オモニア・ニコシアに移籍した。

#### アルクマール
2018年8月28日、AZアルクマールに移籍した。

#### テルスター
2020年2月10日、テルスターに加入した。

#### フォルトゥナ・シッタート
2021年2月26日、フォルトゥナ・シッタートに加入した。

### 代表
2007-08シーズン序盤に良いプレイを見せていたことから、U-21代表を指揮するフォッペ・デ・ハーン（en）監督の下でマケドニア、ノルウェー、エストニアとのUEFA U-21欧州選手権2009予選へ向けて招集された。しかし、この3試合で出番は訪れなかった。2007年10月16日のスコットランド戦（4-0勝利）で初出場を飾り、11月16日にU-21欧州選手権2009予選のマケドニア戦（1-0勝利）にも出番が与えられ、再び無失点に抑えた。デ・ハーン監督の下で北京オリンピックの一員に選出されたが、ケネト・フェルメールの後塵を拝し、ベスト16までの全4試合で出番は訪れなかった。
2008年3月21日にオーストリアとの親善試合へ向けてエドウィン・ファン・デル・サールとマールテン・ステケレンブルフの不在もありオランダ代表に初招集された。2009年9月5日に日本との親善試合（3-0勝利）でミシェル・フォルムと代わり後半から初出場を飾り、見事無失点に抑え勝利に貢献した。